# Boy Tour
Boy Tour fue una de las primeras giras de la banda irlandesa U2, que se desarrolló durante los años 1980 y 1981. Tuvo varias etapas; durante la primera (septiembre y octubre de 1980) U2 visitó por primera vez los países de Holanda, Bélgica, Escocia y Francia, además de hacer numerosos conciertos en Inglaterra. Al mismo tiempo lanzaron su primer álbum titulado Boy que contiene canciones como Electric Co., I Will Follow, Into the Heart. La gira continuó en Estados Unidos y Canadá, siendo el debut norteamericano de la banda. En la tercera manga visitaron por primera vez Alemania, Suecia y Suiza; y en la cuarta se lanzaron a conquistar el mercado americano.

## Repertorio
El listado típico de las canciones que se tocaron durante la Gira, esta podía variar entre fechas:
- I Will Follow
- The Electric Co
- Into the Heart
- Boy-Girl
- Things to Make and Do
- Touch
- Twilight
- Fire
- I Fall Down
- Out of Control
- Father is An Elephant
- 11 O'Clock Tick Tock
- The Ocean
- A Day Without Me
- An Cat Dubh
- Another Time, Another Place
- The Cry
- Stories for Boys

## Canciones más tocadas
- 11 O'Clock Tick Tock (101 veces)
- I Will Follow (87 veces)
- The Ocean (75 veces)
- An Cat Dubh (59 veces)
- Into The Heart (59 veces)
- The Electric Co. (59 veces)
- Stories For Boys (54 veces)
- Another Time, Another Place (51 veces)
- Things To Make And Do (50 veces)
- The Cry (49 veces)
- Twilight (49 veces)
- Out Of Control (48 veces)
- Boy-Girl (32 veces)
- Touch (32 veces)
- A Day Without Me (29 veces)
- I Fall Down (13 veces)
- Fire (5 veces)
- Father Is An Elephant (3 veces)
- All Along The Watchtower (1 vez)
- Carry Me Home (1 vez)

## Teloneros
- The Lemon Boys
- La Peste
- Misión of Burma
- Romeo Void
- Suburban Lawns

## Fechas del tour

### Primera Manga. Europa.[1]
| Fecha                    | País         | Ciudad           | Lugar                |
| 6 de septiembre de 1980  | Inglaterra   | Coventry         | General Wolfe        |
| 7 de septiembre de 1980  | Inglaterra   | Londres          | Lyceum Ballroom      |
| 8 de septiembre de 1980  | Inglaterra   | Londres          | Marquee Club         |
| 9 de septiembre de 1980  | Inglaterra   | Bristol          | Berkeley             |
| 11 de septiembre de 1980 | Inglaterra   | Hull             | Wellington Club      |
| 12 de septiembre de 1980 | Inglaterra   | Scarborough      | Taboo Club           |
| 13 de septiembre de 1980 | Inglaterra   | Leeds            | Queen´s Hall         |
| 15 de septiembre de 1980 | Inglaterra   | Londres          | Marquee Club         |
| 16 de septiembre de 1980 | Inglaterra   | Plymouth         | Fiesta Suite         |
| 17 de septiembre de 1980 | Inglaterra   | Penzance         | Demelzas             |
| 18 de septiembre de 1980 | Inglaterra   | Totnes           | Civic Hall           |
| 19 de septiembre de 1980 | Inglaterra   | Stroud           | Marshall Rooms       |
| 21 de septiembre de 1980 | Inglaterra   | Wollaston        | Nag´s Head           |
| 22 de septiembre de 1980 | Inglaterra   | Londres          | Marquee Club         |
| 23 de septiembre de 1980 | Inglaterra   | Sheffield        | Limit Club           |
| 24 de septiembre de 1980 | Inglaterra   | Birmingham       | Bogart´s             |
| 25 de septiembre de 1980 | Inglaterra   | Liverpool        | Brady´s              |
| 26 de septiembre de 1980 | Inglaterra   | Birmingham       | Cedar Ballroom       |
| 27 de septiembre de 1980 | Inglaterra   | Coventry         | Polytechnic          |
| 29 de septiembre de 1980 | Inglaterra   | Londres          | Marquee Club         |
| 30 de septiembre de 1980 | Inglaterra   | Brighton         | Polytechnic          |
| 2 de octubre de 1980     | Inglaterra   | Leeds            | Fan Club             |
| 3 de octubre de 1980     | Inglaterra   | Retford          | Porterhouse          |
| 4 de octubre de 1980     | Inglaterra   | Londres          | School of Economics  |
| 5 de octubre de 1980     | Inglaterra   | Londres          | Half Moon Club       |
| 7 de octubre de 1980     | Inglaterra   | Nottingham       | Boat Club            |
| 9 de octubre de 1980     | Inglaterra   | Manchester       | Polytechnic          |
| 11 de octubre de 1980    | Inglaterra   | Londres          | Kingston Polytechnic |
| 14 de octubre de 1980    | Países Bajos | Hilversum        | KRO Studios          |
| 15 de octubre de 1980    | Países Bajos | Ámsterdam        | The Milkyway         |
| 16 de octubre de 1980    | Países Bajos | Groningen        | Vera                 |
| 17 de octubre de 1980    | Países Bajos | Apeldoorn        | Gigant               |
| 18 de octubre de 1980    | Bélgica      | Bruselas         | Klarick              |
| 19 de octubre de 1980    | Inglaterra   | Londres          | Lyceum Ballroom      |
| 7 de noviembre de 1980   | Inglaterra   | Exeter           | University           |
| 8 de noviembre de 1980   | Inglaterra   | Southampton      | University           |
| 9 de noviembre de 1980   | Inglaterra   | Londres          | Moonlight Club       |
| 11 de noviembre de 1980  | Inglaterra   | Canterbury       | Kent University      |
| 12 de noviembre de 1980  | Inglaterra   | Bradford         | University           |
| 13 de noviembre de 1980  | Inglaterra   | Sheffield        | Limit Club           |
| 14 de noviembre de 1980  | Inglaterra   | Kidderminster    | Town Hall            |
| 15 de noviembre de 1980  | Inglaterra   | Bristol          | Polytechnic          |
| 18 de noviembre de 1980  | Inglaterra   | Reading          | Reading University   |
| 19 de noviembre de 1980  | Inglaterra   | Wolverhampton    | Polytechnic          |
| 20 de noviembre de 1980  | Inglaterra   | Blackpool        | Gaiety Bar           |
| 21 de noviembre de 1980  | Escocia      | Edimburgo        | Nite Club            |
| 22 de noviembre de 1980  | Inglaterra   | Liverpool        | Brady´s              |
| 24 de noviembre de 1980  | Inglaterra   | Coventry         | Polytechnic          |
| 26 de noviembre de 1980  | Inglaterra   | Londres          | Marquee Club         |
| 27 de noviembre de 1980  | Inglaterra   | Londres          | Marquee Club         |
| 28 de noviembre de 1980  | Inglaterra   | Birmingham       | Aston University     |
| 29 de noviembre de 1980  | Inglaterra   | Stoke-on-Trent   | Keele University     |
| 30 de noviembre de 1980  | Inglaterra   | Brighton         | Jenkinson´s          |
| 1 de diciembre de 1980   | Inglaterra   | Londres          | Hammersmith Odeon    |
| 2 de diciembre de 1980   | Inglaterra   | Londres          | Hammersmith Palais   |
| 4 de diciembre de 1980   | Francia      | Nogent-sur-Marne | Pavillon Baltard     |

### Segunda Manga. Norteamérica.[2]
| Fecha                   | País           | Ciudad           | Lugar            |
| 6 de diciembre de 1980  | Estados Unidos | Nueva York       | The Ritz Club    |
| 7 de diciembre de 1980  | Estados Unidos | Washington D. C. | Bayou Club       |
| 8 de diciembre de 1980  | Estados Unidos | Buffalo          | Stage One        |
| 9 de diciembre de 1980  | Canadá         | Toronto          | El Mocambo       |
| 11 de diciembre de 1980 | Estados Unidos | Nueva York       | Mudd Club        |
| 12 de diciembre de 1980 | Estados Unidos | Providence       | Main Event       |
| 13 de diciembre de 1980 | Estados Unidos | Boston           | Paradise Theater |
| 14 de diciembre de 1980 | Estados Unidos | New Haven        | Toad´s Place     |
| 15 de diciembre de 1980 | Estados Unidos | Filadelfia       | Bijou Cafe       |

### Tercera Manga. Europa.[3]
| Fecha                   | País         | Ciudad       | Lugar                            |
| 17 de diciembre de 1980 | Irlanda      | Belfast      | Ulster Hall                      |
| 18 de diciembre de 1980 | Irlanda      | Galway       | Leisureland                      |
| 19 de diciembre de 1980 | Irlanda      | Sligo        | Baymount                         |
| 20 de diciembre de 1980 | Irlanda      | Cork         | Downtown Kampus                  |
| 22 de diciembre de 1980 | Irlanda      | Dublín       | TV Club                          |
| 23 de enero de 1981     | Irlanda      | Belfast      | McMordie Hall Queen´s University |
| 24 de enero de 1981     | Escocia      | Glasgow      | Strathclyde University           |
| 25 de enero de 1981     | Escocia      | Edimburgo    | Valentino´s Club                 |
| 26 de enero de 1981     | Inglaterra   | York         | University                       |
| 27 de enero de 1981     | Inglaterra   | Mánchester   | Polytechnic                      |
| 28 de enero de 1981     | Inglaterra   | Norwich      | University of East Anglia        |
| 29 de enero de 1981     | Inglaterra   | Northampton  | Iron Horse                       |
| 30 de enero de 1981     | Inglaterra   | Loughborough | University                       |
| 31 de enero de 1981     | Inglaterra   | Saint Albans | City Hall                        |
| 1 de febrero de 1981    | Inglaterra   | Londres      | Lyceum Ballroom                  |
| 9 de febrero de 1981    | Suecia       | Estocolmo    | Mandagsborsen TV                 |
| 9 de febrero de 1981    | Suecia       | Estocolmo    | Underground                      |
| 10 de febrero de 1981   | Bélgica      | Bruselas     | Beursschouwburg                  |
| 11 de febrero de 1981   | Países Bajos | Ámsterdam    | Paradiso                         |
| 12 de febrero de 1981   | Países Bajos | La Haya      | Paard Van Troje Den              |
| 13 de febrero de 1981   | Países Bajos | Róterdam     | De Lantaarn                      |
| 14 de febrero de 1981   | Países Bajos | Sittard      | Stadsschouwburg                  |
| 15 de febrero de 1981   | Alemania     | Hamburgo     | Onkel Po´s Carnegie Hall         |
| 17 de febrero de 1981   | Alemania     | Berlín       | Kantkino                         |
| 18 de febrero de 1981   | Alemania     | Munich       | Sugar Shack                      |
| 19 de febrero de 1981   | Suiza        | Ginebra      | Salle du Fauburg                 |
| 20 de febrero de 1981   | Francia      | París        | Ecole National des Travaux       |
| 21 de febrero de 1981   | Francia      | París        | Le Palace                        |

### Cuarta Manga. Norteamérica.[4]
| Fecha               | País           | Ciudad           | Lugar                              |
| 3 de marzo de 1981  | Estados Unidos | Washington D. C. | Bayou Club. 1.er show              |
| 3 de marzo de 1981  | Estados Unidos | Washington D. C. | Bayou Club. 2.º show               |
| 4 de marzo de 1981  | Estados Unidos | Filadelfia       | Bijou Cafe                         |
| 5 de marzo de 1981  | Estados Unidos | Albany           | J.B. Scott´s                       |
| 6 de marzo de 1981  | Estados Unidos | Boston           | The Paradise. 1.er show            |
| 6 de marzo de 1981  | Estados Unidos | Boston           | The Paradise. 2.º show             |
| 7 de marzo de 1981  | Estados Unidos | Nueva York       | The Ritz                           |
| 9 de marzo de 1981  | Canadá         | Montreal         | Le Club                            |
| 10 de marzo de 1981 | Canadá         | Ottawa           | Barrymore´s                        |
| 11 de marzo de 1981 | Canadá         | Toronto          | Maple Leaf Ballroom                |
| 14 de marzo de 1981 | Estados Unidos | San Diego        | Globe Theater                      |
| 15 de marzo de 1981 | Estados Unidos | Los Ángeles      | Wolf and Rissmiller´s Country Club |
| 16 de marzo de 1981 | Estados Unidos | Anaheim          | Woodstock                          |
| 18 de marzo de 1981 | Estados Unidos | San José         | Student Union Ballroom             |
| 19 de marzo de 1981 | Estados Unidos | San Francisco    | The Old Waldorf                    |
| 20 de marzo de 1981 | Estados Unidos | San Francisco    | The Old Waldorf                    |
| 22 de marzo de 1981 | Estados Unidos | Portland         | Fog Horn                           |
| 23 de marzo de 1981 | Estados Unidos | Seattle          | Astor Park                         |
| 24 de marzo de 1981 | Canadá         | Vancouver        | Commodore Ballroom                 |
| 26 de marzo de 1981 | Estados Unidos | Salt Lake City   | New Faces Club                     |
| 28 de marzo de 1981 | Estados Unidos | Denver           | Rainbow Music Hall                 |
| 30 de marzo de 1981 | Estados Unidos | Lubbock          | The Rox                            |
| 31 de marzo de 1981 | Estados Unidos | Austin           | The Club Foot                      |
| 1 de abril de 1981  | Estados Unidos | Houston          | Cardi´s                            |
| 2 de abril de 1981  | Estados Unidos | Dallas           | Bijou                              |
| 3 de abril de 1981  | Estados Unidos | Oklahoma City    | Quicksilver´s                      |
| 4 de abril de 1981  | Estados Unidos | Tulsa            | Carin´s Ballroom                   |
| 6 de abril de 1981  | Estados Unidos | Kansas City      | Uptown Theater                     |
| 7 de abril de 1981  | Estados Unidos | Saint Louis      | Graham Chapel                      |
| 9 de abril de 1981  | Estados Unidos | Minneapolis      | Uncle Sam´s                        |
| 10 de abril de 1981 | Estados Unidos | Ames             | Fillmore                           |
| 11 de abril de 1981 | Estados Unidos | Chicago          | International House                |
| 12 de abril de 1981 | Estados Unidos | Chicago          | Park West                          |
| 14 de abril de 1981 | Estados Unidos | Madison          | Merlyn´s                           |
| 15 de abril de 1981 | Estados Unidos | Milwaukee        | Palm´s                             |
| 17 de abril de 1981 | Estados Unidos | Cincinnati       | Bogart´s Club                      |
| 18 de abril de 1981 | Estados Unidos | Detroit          | Harpo´s                            |
| 19 de abril de 1981 | Estados Unidos | Cleveland        | The Agora                          |
| 20 de abril de 1981 | Estados Unidos | Cleveland        | The Agora                          |
| 21 de abril de 1981 | Estados Unidos | Pittsburgh       | The Decade                         |
| 2 de mayo de 1981   | Estados Unidos | Gainesville      | Rathskeller University             |
| 3 de mayo de 1981   | Estados Unidos | Tampa            | End Zone                           |
| 4 de mayo de 1981   | Estados Unidos | Hallendale       | The Agora                          |
| 6 de mayo de 1981   | Estados Unidos | Atlanta          | The Agora                          |
| 8 de mayo de 1981   | Estados Unidos | Nueva Orleans    | Ol' Man River´s                    |
| 9 de mayo de 1981   | Estados Unidos | Memphis          | Poets                              |
| 11 de mayo de 1981  | Estados Unidos | Denver           | Rainbow Music Hall                 |
| 13 de mayo de 1981  | Estados Unidos | Santa Mónica     | Rathskeller University             |
| 15 de mayo de 1981  | Estados Unidos | San Francisco    | California Hall                    |
| 19 de mayo de 1981  | Canadá         | Toronto          | Ryerson Theater                    |
| 20 de mayo de 1981  | Estados Unidos | Rochester        | Red Creek                          |
| 21 de mayo de 1981  | Estados Unidos | Buffalo          | Uncle Sam´s                        |
| 22 de mayo de 1981  | Estados Unidos | Syracuse         | City Limits                        |
| 23 de mayo de 1981  | Estados Unidos | Albany           | J.B. Scott´s                       |
| 24 de mayo de 1981  | Estados Unidos | Hampton Beach    | The Casino                         |
| 25 de mayo de 1981  | Estados Unidos | Providence       | Center Stage                       |
| 27 de mayo de 1981  | Estados Unidos | New Haven        | Toad´s Place                       |
| 28 de mayo de 1981  | Estados Unidos | Boston           | The Metro                          |
| 29 de mayo de 1981  | Estados Unidos | Nueva York       | Palladium                          |
| 31 de mayo de 1981  | Estados Unidos | Asbury Park      | Fast Lane                          |

### Quinta Manga. Europa.[5]
| Fecha              | País           | Ciudad    | Lugar              |
| 4 de junio de 1981 | Inglaterra     | Salford   | University         |
| 6 de junio de 1981 | Inglaterra     | Aylesbury | Friars Club        |
| 8 de junio de 1981 | Países Bajos   | Geleen    | Sportpark          |
| 9 de junio de 1981 | Inglaterralist | Londres   | Hammersmith Palais |